# 김동현 (국악인)
김동현 (1977년 3월 16일~)은 경상남도 양산시 출신으로 대구예술대학교 한국음악과를 졸업한 대한민국의 국악인이다.

## 현 소속단체
1. 전통예술원 마루 정단원
2. 국가지정 중요문형문화재 제11-가호 진주삼천포농악 정단원

## 수상경력
1. 1995년 제27회 경상남도 민속예술경연대회 우수상
2. 1995년 양산문화원장 표창
3. 1997년 제36회 전라예술제 특장부분 전국농악경연대회 장려
4. 2005년 제8회 황토현 전국농악경연대회 금상
5. 2006년 제9회 황토현 전국농악경연대회 동상
6. 2006년 제14회 광주 임방울 전국 국악경연대회 우수상
7. 2007년 제10회 황토현 전국농악경연대회장려상 및 개인상(상쇠)
8. 2007년 제32회 부산동래 전국전통예술경연대회 최우수상(국회의장상)
9. 2008년 제26회 전국연극제 대상(대통령상)
10. 2009년 제33회 경남 민속예술경연대회 장려상
11. 2009년 제35회 경남 민속예술경연대회 우수상
12. 2011년 제29회 경남연극제 대상
13. 2011년 제29회 전국연극제 대상(대통령상)